# ديفيد ر. فلويد-جونز
ديفيد ر. فلويد-جونز هو محامي وسياسي أمريكي، ولد في 6 أبريل 1813 في أويستر باي في الولايات المتحدة، وتوفي بنفس المكان في 8 يناير 1871. نشط حزبياً في الحزب الديمقراطي. وقد انتخب عضو جمعية ولاية نيويورك ‏ وانتخب عضو مجلس ولاية نيويورك ‏.